# Martin Kabátník
Martin Kabátník (* 1428; † 2. Februar 1503 in Litomyšl) war ein tschechischer Schriftsteller und Mitglied der Unität der Böhmischen Brüder (Jednota bratrská).

## Leben
1490 entschied die Brüder-Unität eine Reisegruppe zusammenzustellen, die nach einer Kirchengemeinschaft suchen soll, die den ursprünglichen Glauben der Nächstenliebe, Armut und Demut noch weiterlebe. 1491 begab sich eine Gruppe von vier Personen, darunter auch Kabátník auf die Reise. Über Polen und Ungarn erreichten sie Konstantinopel. Hier löste sich die Gruppe auf. Kabátník reiste zu Fuß alleine weiter. Über Kleinasien, Damaskus und Jerusalem erreichte er schließlich Ägypten. 1492 kehrte er nach Böhmen zurück. Doch weder er noch seine Mitreisenden konnten Erfreuliches berichten. Sie mussten vielmehr zugeben, dass überall „allgemeine große Verderbtheit herrsche und die Christen in Laster und Aberglaube versinken“.

## Werk
Seine Reisebeschreibung, weil des Schreibens vermutlich nicht kundig, diktierte er Adam, Bachelor und Notar in Litomyšl. Dieser Reisebericht wurde im 16. Jahrhundert dreimal veröffentlicht und war seinerzeit eine beliebte Lektüre.